# Tiziana Buldini
Tiziana Buldini (Rieti, 18 maggio 1982) è un'attrice italiana.

## Biografia
Dopo aver partecipato, nella stagione televisiva 2006-2007, alla trasmissione Uomini e donne, nel 2008 comincia a muovere i primi passi come attrice nel mondo del cinema e della televisione, lavorando con grandi registi del cinema italiano come Pupi Avati, Carlo Vanzina, Federico Moccia e Vincenzo Salemme.
Tra i suoi primi lavori, ricordiamo i film No problem, regia di Vincenzo Salemme, in cui interpreta il ruolo di Teresa, l'amante di Sergio Rubini, e Scusa ma ti voglio sposare, regia di Federico Moccia, dove ha il ruolo della Dott.ssa Falletti. In televisione debutta con Romanzo criminale - La serie, regia di Stefano Sollima, a cui fa seguito il film Vip, diretto da Carlo Vanzina.
Per perfezionarsi come attrice si iscrive al corso di recitazione intensivo con Beatrice Bracco, al corso di dizione e recitazione di Claudio Zarlocchi e al laboratorio Duse di Francesca De Sapio.
Nel 2010 viene scelta per posare su Playboy come playmate per il mese di gennaio e febbraio. Sempre nello stesso anno interpreta il ruolo di Carlotta Morè (amante di Christian De Sica) ne Il figlio più piccolo del regista Pupi Avati, con cui successivamente lavora nella commedia Il cuore grande delle ragazze, in Un ragazzo d'oro e nel film televisivo Con il sole negli occhi.
Tra gli altri suoi lavori per il grande schermo, ricordiamo: Immaturi, regia di Paolo Genovese, Anche se è amore non si vede, diretto da Salvatore Ficarra e Valentino Picone, Il tempo delle mimose, regia di Marco Bracco, Universitari - Molto più che amici, regia di Federico Moccia, e il film internazionale Il racconto dei racconti - Tale of Tales, regia di Matteo Garrone, con, tra gli altri, Vincent Cassel, Salma Hayek, Toby Jones e John C. Reilly.
Nel 2015 entra nel cast della seconda stagione di Squadra mobile, regia di Alexis Sweet e Cristian De Mattheis.
Nel 2016 entra nel cast di Immaturi - La serie, nel ruolo di Sandra, in programmazione per l'autunno 2017.

## Filmografia

### Cinema
- No problem, regia di Vincenzo Salemme (2008)
- Scusa ma ti voglio sposare, regia di Federico Moccia (2010)
- Il figlio più piccolo, regia di Pupi Avati (2010)
- Immaturi, regia di Paolo Genovese (2011)
- Tutta colpa della musica, regia di Ricky Tognazzi (2011)
- Il cuore grande delle ragazze, regia di Pupi Avati (2011)
- Anche se è amore non si vede, regia di Salvatore Ficarra e Valentino Picone (2011)
- Il tempo delle mimose, regia di Marco Bracco (2013)
- Universitari - Molto più che amici, regia di Federico Moccia (2013)
- Un ragazzo d'oro, regia di Pupi Avati (2014)
- Il racconto dei racconti - Tale of Tales, regia di Matteo Garrone (2015)

### Televisione
- Romanzo criminale - La serie, regia di Stefano Sollima - serie TV - Episodio: 1x3 (2008)
- Vip, regia di Carlo Vanzina - film TV (2008)
- Tutti a bordo, regia di Riccardo Recchia - sit com (2010)
- Fuoriclasse, regia di Riccardo Donna - serie TV (2011)
- Provaci ancora prof!, regia di Tiziana Aristarco - serie TV (2012)
- I segreti di Borgo Larici, regia di Alessandro Capone - miniserie TV (2013)
- Solo per amore, regia di Raffaele Mertes e Daniele Falleri - serie TV (2015)
- Con il sole negli occhi, regia di Pupi Avati - film TV (2015)
- Squadra mobile, regia di Alexis Sweet e Cristian De Mattheis - serie TV (2016)
- Immaturi - La serie , regia di Rolando Ravello - serie TV (2018)